# Spinacia turkestanica
Spinacia turkestanica är en amarantväxtart som beskrevs av Modest Mikhaĭlovich Iljin. Spinacia turkestanica ingår i släktet spenater, och familjen amarantväxter. Utöver nominatformen finns också underarten S. t. brevispina.